# Пайльштайн-им-Мюльфиртель
Пайльштайн-им-Мюльфиртель (нем. Peilstein im Mühlviertel) — ярмарочная коммуна (нем. Marktgemeinde) в Австрии, в федеральной земле Верхняя Австрия. 
Входит в состав округа Рорбах.  Население составляет 1618 человек (на 31 декабря 2005 года). Занимает площадь 23 км². Официальный код  —  41326.

## Политическая ситуация
Бургомистр коммуны — Франц Линдингер (АНП) по результатам выборов 2003 года.
Совет представителей коммуны (нем. Gemeinderat) состоит из 19 мест.
- АНП занимает 11 мест.
- СДПА занимает 8 мест.